# Bundesautobahn 647
Bundesautobahn 647 (Abkürzung: BAB 647) – Kurzform: Autobahn 647 (Abkürzung: A 647) – auch Taunusautobahn genannt – war der Name einer geplanten Autobahn, die von Frankfurt-Höchst nach Königstein im Taunus führen sollte.
Sie wurde nie als Autobahn realisiert. Auf einem 7 km langen Abschnitt zwischen Frankfurt-Höchst und Kelkheim - Hornau verläuft heute die autobahnähnlich ausgebaute Bundesstraße 8, ein Weiterbau bis Königstein wurde im Bundesverkehrswegeplan 2003 als Weiterer Bedarf ohne Planungsrecht mit besonderem naturschutzfachlichen Planungsauftrag eingestuft.